# Agmone
Nella mitologia greca,  Agmone  era, ai tempi della guerra di Troia, uno dei compagni di battaglia di Diomede.

## Il mito
Agmone, fiero combattente al fianco di Diomede riuscì a sopravvivere alla lunga guerra di Troia. Egli, ritornando dalla guerra, offese, parlando con l'amico, la dea della bellezza Afrodite. Subito la dea risentita di quei giudizi trasformò l'uomo in un cigno.

### Fonti
- Ovidio, Metamorfosi, XIV.

### Moderna
- Angela Cerinotti, Miti greci e di roma antica, Prato, Giunti, 2005, ISBN 88-09-04194-1.